# Fotbal na Ostrovních hrách 1997
Fotbal na Ostrovních hrách 1997 byl 5. ročník turnaje. Turnaj podruhé vyhrálo Jersey.

## Skupiny

### Skupina A
1. Jersey
2. Guernsey
3. Gibraltar
4. Frøya
5. Grónsko

### Skupina B
1. Anglesey
2. Wight
3. Shetlandy
4. Hitra

## Finále
| 4. července 1997 12:30 |       |          |                         |
| Jersey                 | 1 : 0 | Anglesey | Springfield, St. Telier |
|                        |       |          | Springfield, St. Telier |